# إثيل ويلسون
إثيل ويلسون (بالإنجليزية: Ethel Wilson)‏‏ (20 يناير 1888 - 22 ديسمبر 1980 ) روائية من كندا.

## الجوائز
- ضابط وسام كندا